# 奈德·凯利式胡须

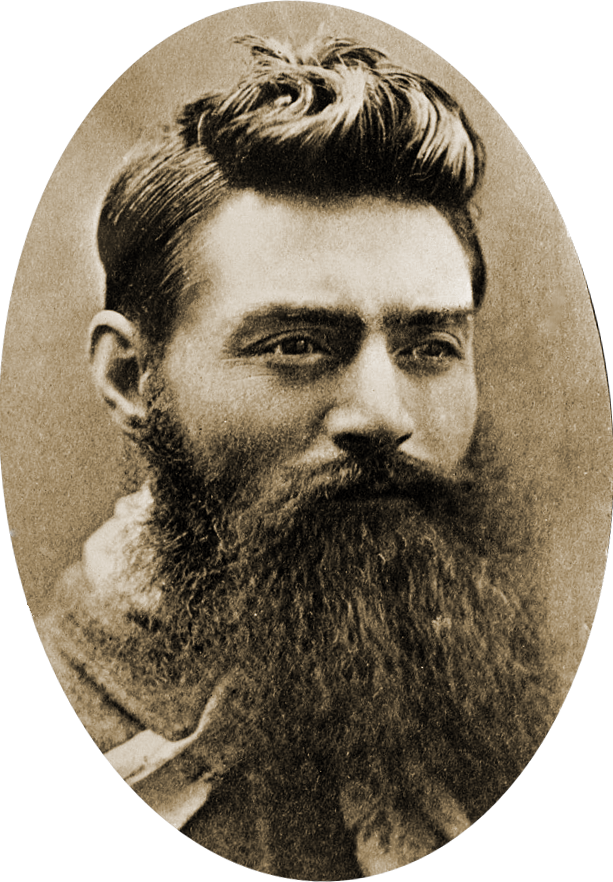
奈德·凱利

奈德·凯利式胡须（Ned Kelly beard）指的是一种下巴胡须完整茂密并带有唇上胡须的胡须式样，一些留该胡须式样的人還會留短发。该发型得名于澳大利亚19世纪的丛林大盗奈德·凱利。尽管“奈德·凯利式胡须”这一说法在20世纪初便已出现，但到了2000年代，澳大利亚国内才开始有较多的人用该词来指代文藝青年引領的一种潮流，2014年3月，澳大利亚国家词典中心将“奈德·凯利式胡须”评选为月度流行词。